# Ediciones del Movimiento Hora Zero
Ediciones del Movimiento Hora Zero fue el sello editorial del grupo poético homónimo, el cual se desarrolló activamente en el Perú durante la década de los setenta. 
Editó varios números de la revista Hora Zero de 1970 a 1973, no sólo en Lima, sino en ciudades de provincia, sobre todo en el norte y oriente del país.
Asimismo, editó Kenacort y Valium 10, primer libro de Jorge Pimentel (1970), así como Un Par de Vueltas por la Realidad (1971) de Juan Ramírez Ruiz; con ese sello también apareció (enero de 1974) Aproximaciones & conversaciones, primer poemario de Bernardo Rafael Álvarez. 
Después de eso, el sello dejó de ser empleado, dándose término a la primera etapa del Movimiento.
- Datos: Q5817949